# Gehandicaptenbeweging

Disability Pride Flag

Disability Rights Flag

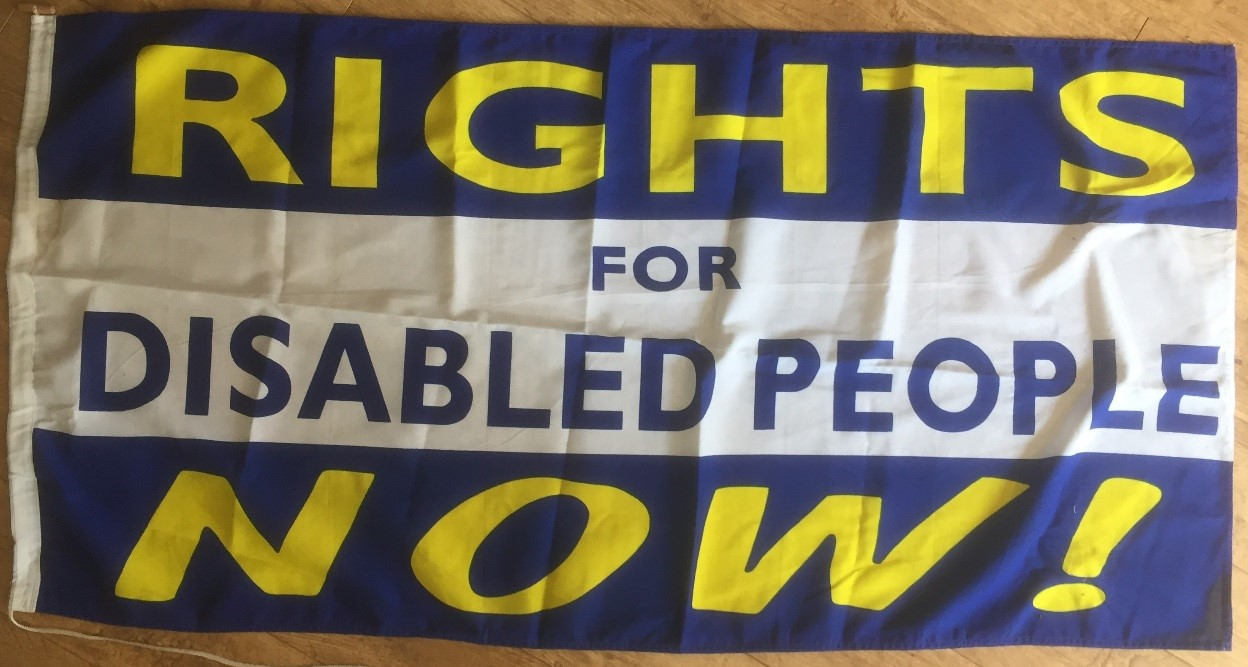
Disability Rights Now Flag

De gehandicaptenbeweging (of patiënten- en gehandicaptenbeweging (PG-beweging), gehandicaptenrechtenbeweging (Engels: disability rights movement) of gehandicaptenrechtvaardigheidsbeweging (Engels: disability justice movement)) is een sociale beweging die als doel heeft de maatschappelijke positie en het welzijn van mensen met een handicap (ook: 'beperking') te verbeteren door inclusie en toegankelijkheid. De belangenbehartiging vanuit de beweging is voornamelijk gericht op acceptatie, aanpassing en ondersteuning van mensen met een beperking, en verzet tegen validisme en ontoegankelijkheid. Een belangrijk uitgangspunt en motto van de beweging is 'niets over ons, zonder ons'.
Veel groepen en organisaties in de beweging zijn intersectioneel, waarbij het verzet tegen validisme samengaat met een feminisme en verzet tegen racisme en de uitsluiting en discriminatie van LHBTQ+ mensen, zoals transfobie en homofobie, omdat de verschillende vormen van uitsluiting en discriminatie elkaar in veel gevallen versterken en ook optreden binnen activistische bewegingen zelf.
De beweging richt zich niet alleen op mensen met een fysieke beperking; de neurodiversiteitsbeweging, de autismebeweging en Mad Pride zijn onderdeel van de gehandicaptenbeweging.
Binnen de beweging gebruiken mensen met een fysieke beperking soms de term 'crip' (afkorting van het Engelse 'cripple', kreupel) als geuzennaam. Zo was er in 2022 en 2023 een tentoonstelling in het 'Schwules Museum' (homomuseum) in Berlijn met de titel Queering the Crip, Cripping the Queer en in diezelfde periode een tentoonstelling in het Museum für Moderne Kunst in Frankfurt am Main met de titel Crip Time.

## Sociaal model versus medisch model
Activisten in de gehandicaptenbeweging stellen dat beperkingen moeten worden geaccepteerd als een realiteit die veel voorkomt, en beschouwd moeten worden vanuit het sociale model van handicap. Dit perspectief onderscheidt zich van medische model, het uitgangspunt dat een handicap een 'defect' of 'afwijking' is aan de gehandicapte persoon. In deze visie is het individu slachtoffer van dit defect, de mogelijkheden van het individu zijn beperkt door dit defect en de maatschappij heeft een verantwoordelijkheid om het individu te 'helpen'. In het medische model is elke beperking een defect of stoornis, wordt gestreefd naar behandeling of genezing van de beperking en is wetenschappelijk onderzoek gericht op het voorkómen van de beperking of chronische ziekte, bijvoorbeeld door bij ontdekking van een afwijking bij een embryo over te gaan tot abortus.
In het sociale model van handicap zijn de rechten van de mens het uitgangspunt en staan inclusie en gelijkwaardigheid centraal. In dit model zijn de mogelijkheden van het individu beperkt door ontoegankelijkheid van de samenleving, bijvoorbeeld de openbare ruimte, openbaar vervoer, woningen, websites, werkruimtes, restaurants en theaters. De handicap is in dit model "een sociaal probleem van een samenleving die normen oplegt aan lichamen". In het sociale model is wetenschappelijk onderzoek gericht op het faciliteren van mensen met een beperking en de wijze waarop het beste uitvoering kan worden gegeven aan het VN-verdrag handicap.

## Sociaal model versus rechtenmodel
In de debatten over het Europese sociale gehandicaptenbeleid wordt vaak uitgegaan van wat binnen de gehandicaptenstudies een 'op rechten gebaseerde benadering' wordt genoemd. Hierbij wordt ervan uitgegaan dat de legitieme eisen van gehandicapten voor rechtsbescherming kunnen worden nagestreefd binnen het bestaande politiek systeem. Binnen het sociale model echter is het om een handicap te begrijpen en de positie van gehandicapten te verbeteren noodzakelijk om verder te kijken dan het bestaande systeem en juridische instellingen en te kijken naar de sociale en economische relaties die ten grondslag liggen aan ongelijkheid en sociale uitsluiting.

## Wetenschap
De wetenschapsdisciplines Disability studies (handicapstudies) en 'Disability Criticism' (handicapkritiek) doen, met gebruikmaking van de ervaring van ervaringsdeskundigen, onderzoek naar de betekenis, aard en consequenties van beperkingen en naar de leefsituatie en beleving van mensen met beperkingen. Ook onderzoek naar de geschiedenis van handicap, wetgeving en beleid rondom handicap, burgerschap, filosofie en kunst zijn onderdeel van het vakgebied. De vakgebieden analyseren de wederzijdse relaties tussen handicap en maatschappij. Het vak ontstond in de jaren 1980, in eerste instantie in de Verenigde Staten, het Verenigd Koninkrijk en Canada. In 1986 werd de 'Section for the Study of Chronic Illness, Impairment, and Disability' van de Amerikaanse 'Social Science Association' hernoemd naar 'Society for Disability Studies'. De eerste academische opleiding 'Disability Studies' werd gegeven aan de Universiteit van Syracuse in 1994. Het vakgebied groeide snel in de jaren daarna. Net als bij vrouwenstudies, genderstudies en Afro-Amerikaanse studies of postkolonialisme wordt er onderwezen dat de minderheidsgroepering, die onderwerp is van de studie, zich niet zou hoeven aanpassen aan de intolerante maatschappij, maar is het aan de maatschappij om te veranderen.

### Disability Studies in Nederland
In Nederland wordt ook wetenschappelijk onderzoek gedaan naar handicap binnen de maatschappij; zo is er een promotieonderzoek gestart over de geschiedenis van handicap in Nederland, met extra aandacht voor de geschiedenis van Het Dorp. Nederland was echter geen voorloper bij de studierichting Disabilitiy studies; er werd al veel onderzoek gedaan, maar dan binnen het medische model. In 2000 werd een summerschool gehandicaptenstudies georganiseerd. Drie jaar later verzorgde de Universiteit voor Humanistiek een masterclass Disability studies, getiteld 'Missing Pieces'. De Stichting Disability Studies in Nederland (DSiN) bestaat sinds 2011, en heeft tot doel het internationale vakgebied Disability Studies te ontwikkelen en vestigen in de hedendaagse Nederlandse context. Sinds 2013 is er een bijzondere leerstoel Disability studies aan Amsterdam UMC. De Nederlandse Organisatie voor Wetenschappelijk Onderzoek (NWO) heeft in 2017 een subsidie verstrekt om een website op te zetten om verhalen te verzamelen en publiceren over leven met een beperking.

## Internationaal
In de Verenigde Staten begon de gehandicaptenbeweging in de jaren 1960. De beweging was geïnspireerd door de Afro-Amerikaanse burgerrechtenbeweging (civil rights movement) en de vrouwenbeweging (women's rights movement), en trok soms ook samen op met die bewegingen.
Een bekend voorbeeld van een protest in de Verenigde Staten was de 504 sit-in van 5 tot 28 april 1977 in San Francisco. Activisten uit de beweging bezetten federale overheidsgebouwen en hielden een sit-in met als doel de overheid ertoe te brengen om sectie 504 van de Rehabilitation Act of 1973 te ondertekenen. Die wet was de belangrijkste wet op het gebied van rechten voor gehandicapten in de Verenigde Staten vóór in 1990 de Americans with Disabilities Act in ging. In sectie 504 stond dat mensen niet op grond van hun beperking mochten worden uitgesloten van deelname aan / de voordelen worden ontzegd van / worden gediscrimineerd door een programma of activiteit die (deels) federaal gefinancierd werd. In oktober 1992 en maart 1973 had president Richard Nixon geweigerd de sectie te ondertekenen. De actiegroep 'Disabled in Action' had in 1972 al met tachtig deelnemers gedemonstreerd met een sit-in op Madison Avenue in New York, waarmee ze het verkeer blokkeerden. Ook in Washington hielden ze acties in 1972. Een belangrijke organisator van de sit-in en voorgaande acties was Judith Heumann (1947–2023). Tegelijk met de actie in San Francisco vonden ook sit-ins plaats in Atlanta, Boston, Chicago, Denver, Los Angeles, New York, Philadelphia, Seattle en Washington. Ook buiten, voor het gebouw, werd gedemonstreerd. De Black Panther Party ondersteunde de actie, onder andere door de demonstranten warme maaltijden te brengen. Uiteindelijk werd sectie 504 naar aanleiding van de actie ondertekend op 28 april 1977.
De actie is te zien in de Netflix-documentaire Crip Camp - A Disability Revolution uit 2020, geschreven en geregisseerd door Nicole Newnham en James LeBrecht en geproduceerd door o.a. Barack Obama en Michelle Obama.
Auteur Leah Lakshmi Piepzna-Samarasinha beschrijft in haar boek Care Work: Dreaming Disability Justice specifieke vaardigheden, talenten, wetenschappen en culturen van chronisch zieke en gehandicapte mensen onder de noemer 'crip skills'.
In Duitsland was het Krüppel-Tribunal in Dortmund op 13 december 1981 een van de belangrijkste protestacties van de Duitse gehandicaptenbeweging tegen mensenrechtenschendingen in verpleeghuizen en psychiatrische ziekenhuizen, en tegen tekortkomingen van het lokale openbaar vervoer. In 2001 werd deze actie herhaald.
In de Europese commissie werd in 1993 een Gehandicaptenparlement gehouden ter gelegenheid van de eerste Europese Dag van Gehandicapten, waarop ongeveer 500 deelnemers het eens werden over aanbevelingen aan de commissie. In de resolutie die in dat parlement werd aangenomen, werd erkend dat gehandicapten een gelijk aandeel hebben in de universele mensenrechten maar ook dat gehandicapten discriminatie op drie manieren ervaren - als gevolg van 'directe discriminatie, indirecte discriminatie en "ongelijke lasten" opgelegd door sociaal geconstrueerde barrières.
In Zuid-Korea voerde de Zuid-Koreaanse gehandicaptenbeweging actie in 2004 naar aanleiding van een dodelijk ongeluk met een gehandicaptenlift. Dit ongeluk is sindsdien aanleiding om actie te voeren in Zuid Korea en aandacht te vragen voor de rechten van gehandicapten. In 2022 werden regeringsgebouwen bezet en tijdens het spitsuur werd de metro geblokkeerd om naar het huis van de minister van Economie te gaan.
In Turkije protesteerden op 13 juli 2010 studenten met een handicap bij het ministerie van Onderwijs voor inclusiever onderwijs. Een jaar later demonstreerden mensen met een visuele beperking voor het ministerie van Volksgezondheid.
In Malawi is de Federation of Disability Organization of Malawi (FEDOMA) actief.
In Burundi is de Union Des Personnes Handicapees Du Burundi (UPHB) actief.
Sinds de Arabische lente is de Tunesische gehandicaptenbeweging actief. In februari 2012 werd vanuit deze beweging de Tunesische organisatie voor de bevordering van de rechten van mensen met een handicap (OTDDPH) opgericht, die de campagne leidde om een artikel over de rechten van gehandicapten op te nemen in de nieuwe grondwet.
Er zijn ook internationale self-advocacy-bewegingen, gevormd door mensen met een handicap die zelf voor hun eigen belangen opkomen. Een voorbeeld hiervan is de neuroqueerbeweging die opkomt voor mensen die zowel neurodivergent als queer zijn. Deze beweging, die in de jaren 2010 is ontstaan, streeft naar het creëren van evenementen, (online en fysieke) ruimtes, en uiteindelijk een wereldwijde samenleving, waarin neurodivergentie en queerheid normaal gevonden worden.

## Nederland
In Nederland werd de gehandicaptenbeweging (opnieuw) actief vanaf de jaren 1970.
De doelen van de beweging zijn nog niet bereikt, want de Nederlandse samenleving is nog niet voldoende toegankelijke en veel mensen met een lichamelijke beperking voelen zich onheus bejegend door hun gemeente, zoals blijkt uit het rapport over toegankelijkheid in Nederland van het Sociaal en Cultureel Planbureau (SCP) uit 2021.

### Organisaties en informele actiegroepen
In Nederland zijn verschillende organisaties actief in de gehandicaptenbeweging. Ze pleiten voor verbetering van de toepassing van het VN-verdrag inzake de rechten van personen met een handicap en gaan validisme tegen.
Vanaf 1977 was er de Gehandicaptenraad, die in 2001 opging in de CG-Raad, een koepelorganisatie van circa 190 landelijke, provinciale en lokale gehandicapten- en patiëntenverenigingen. Het Platform VG (Platform Verstandelijk Gehandicapten) was een landelijke koepel voor de belangenbehartiging van mensen met een verstandelijke beperking en hun ouders en verwanten. De CG-Raad en Platform VB fuseerden op 1 januari 2014 tot de nieuwe koepelorganisatie Ieder(in), een 'netwerk voor mensen met een beperking of chronische ziekte'. Ieder(in) is lid van de Alliantie voor de implementatie van het VN-verdrag, dat samen met de rijksoverheid, gemeenten en ondernemers en werkgevers samenwerkt aan de implementatie van het VN-verdrag in Nederland.
Wij Staan Op! werd opgericht in 2015 op initiatief van Pauline Gransier, Jiska Ogier en Amber Bindels. Aanleiding was de invoering van de Participatiewet. Initiatiefnemers Gransier en Bindels zaten op 21 januari 2016 op de publieke tribune toen de Tweede Kamer het wetsvoorstel aannam voor de ratificatie van het VN-verdrag Handicap, dat op 14 juni dat jaar leidde tot de formele ratificatie. In een interview met Ieder(in) in juli 2023 zeiden Gransier en Bindels dat de randvoorwaarden in het verdrag nog nauwelijks zijn gerealiseerd in Nederland en dat de landelijke overheid daarvoor ook geen uitvoeringsplan heeft. Volgens Gransier zou het VN-verdrag het beste overgedragen kunnen worden van het ministerie van Volksgezondheid, Welzijn en Sport (VWS) naar ministerie van Binnenlandse Zaken, omdat het verdrag niet alleen gaat over zorg, maar over algemene mensenrechten. Bovendien zou VWS nu het eigen beleid controleren. Daarnaast zou een uitbreiding van het mandaat van het College voor de Rechten van de Mens noodzakelijk zijn, zodat ze niet langer alleen adviseren maar ook verplichtingen op kunnen leggen en pleit ze voor een onafhankelijk instituut voor en door mensen met een beperking om de samenleving en de overheid voor te lichten en te adviseren.
In 2019 is Feminists Against Ableism opgericht, in eerste instantie om de protestmars 'Women's March 2019' toegankelijk te maken voor gehandicapte deelnemers. FAA pleit voor het ratificatie van het optionele protocol van het VN-verdrag Handicap en pleitte voor toevoegen van validisme aan Artikel 1 uit de Grondwet.
De actiegroep GeenDorHout, gestart in 2020, richt zich met name op validisme in de context van de coronacrisis in Nederland. Actiegroep Feminists Against Ableism heeft een intersectioneel uitgangspunt.
De grotendeels virtuele expositie Plaatsen van Trots en Treurnis is opgezet door Het Nederlandse Kreukelcollectief in 2021.

### Acties
JoPla was het jongerenplatform van de Gehandicaptenraad. Het platform organiseerde een festival en verschillende protesten, zoals het protest tegen het ontoegankelijke openbaar vervoer op 9 februari 1988 op station Utrecht Centraal: zo'n 20 gehandicapte jongeren met spandoeken blokkeren spoor 11.
De Gehandicaptenraad ondernam eind jaren 1990 stappen om de belediging en discriminatie van mensen met een handicap strafbaar te stellen. Aanleiding was een interview met natuurkundige en cultuurfilosoof Wim Rietdijk in de interviewbundel De holle diamant - het grote debat over new age (1998) waarin Rietdijk pleitte voor het toepassen van abortus en euthanasie op mensen met een handicap. Op 8 februari 1999 deed de toenmalige voorzitter, Jan Troost, namens de Gehandicaptenraad onder mediabelangstelling aangifte. Gehandicapten werden niet expliciet genoemd in Artikel 1 van de Nederlandse Grondwet en in de Algemene wet gelijke behandeling, daarom beriep Troost zich op wetsartikel 266 (belediging). Diezelfde avond nam Troost deel aan een uitzending van het VARA-tv-programma Barend & Witteman over 'de zaak Rietdijk'. Hoewel er Kamervragen werden gesteld, stelde het Openbaar Ministerie dat de toenmalige wetgeving geen aanknopingspunten bood om een zaak aan te spannen. De Gehandicaptenraad liet het er niet bij zitten. In samenwerking met verschillende belangenorganisaties en Kamerleden pleitte Troost voor opname van de grond 'handicap' in Artikel 1 van de Nederlandse Grondwet. Op 17 januari 2023 is deze aanpassing doorgevoerd.

### Politiek
De doelen van de gehandicaptenbeweging worden soms gedeeld door politieke partijen. Zo diende Lisa Westerveld van GroenLinks in november 2022 een initiatiefnota in voor een inclusievere samenleving voor mensen met een beperking.
In december 2019 bleek bij de behandeling van een reeds in 2010 ingediend wetsvoorstel dat een ruime meerderheid in de Tweede Kamer wil dat de discriminatiebepaling in de Grondwet wordt uitgebreid: ook discriminatie vanwege handicap of seksuele gerichtheid zou daaronder moeten vallen. Op 17 januari 2023 stemde de Eerste Kamer in met het wetsvoorstel. De Grondwetswijziging ging direct in.

### Films
Regisseur Mari Sanders heeft in verscheidene films aandacht gegeven aan de positie van mensen met een beperking. 
Zo is in 2012 zijn korte speelfilm Rue Des Invalides uitgebracht, geproduceerd door Jasper Knol. In deze film speelt Niels Gomperts de hoofdrol, Nathan, die gebruik maakt van een rolstoel en zich door Parijs beweegt, waarbij hij veel obstakels tegenkomt. Martin Šimek speelde in deze film een taxichauffeur. De film is (deels) gefinancierd vanuit crowdfunding.
Naast deze speelfilm bracht Sanders enkele documentaires uit: 80% ongeschikt over handicap en werk en over de Wajong, vertoond op het Nederlands Film Festival in 2016, de driedelige documentaire Rolstoel Roadmovie over de ontoegankelijkheid van de maatschappij en de openbare ruimte in verschillende Europese landen en steden, uitgezonden door de EO op NPO 2 op 15, 21 en 28 mei 2019 en de vierdelige serie Mari staat op, die op 9, 16, 23 & 30 mei 2021 door de EO op NPO 2 werd werd uitgezonden, over de acceptatie van mensen met een beperking in Nederland. In deze laatste serie komen ook Het Dorp, mytylscholen en seksualiteit aan bod, en spreekt Sanders onder andere met Jan Troost.